# Traité de Vordingborg

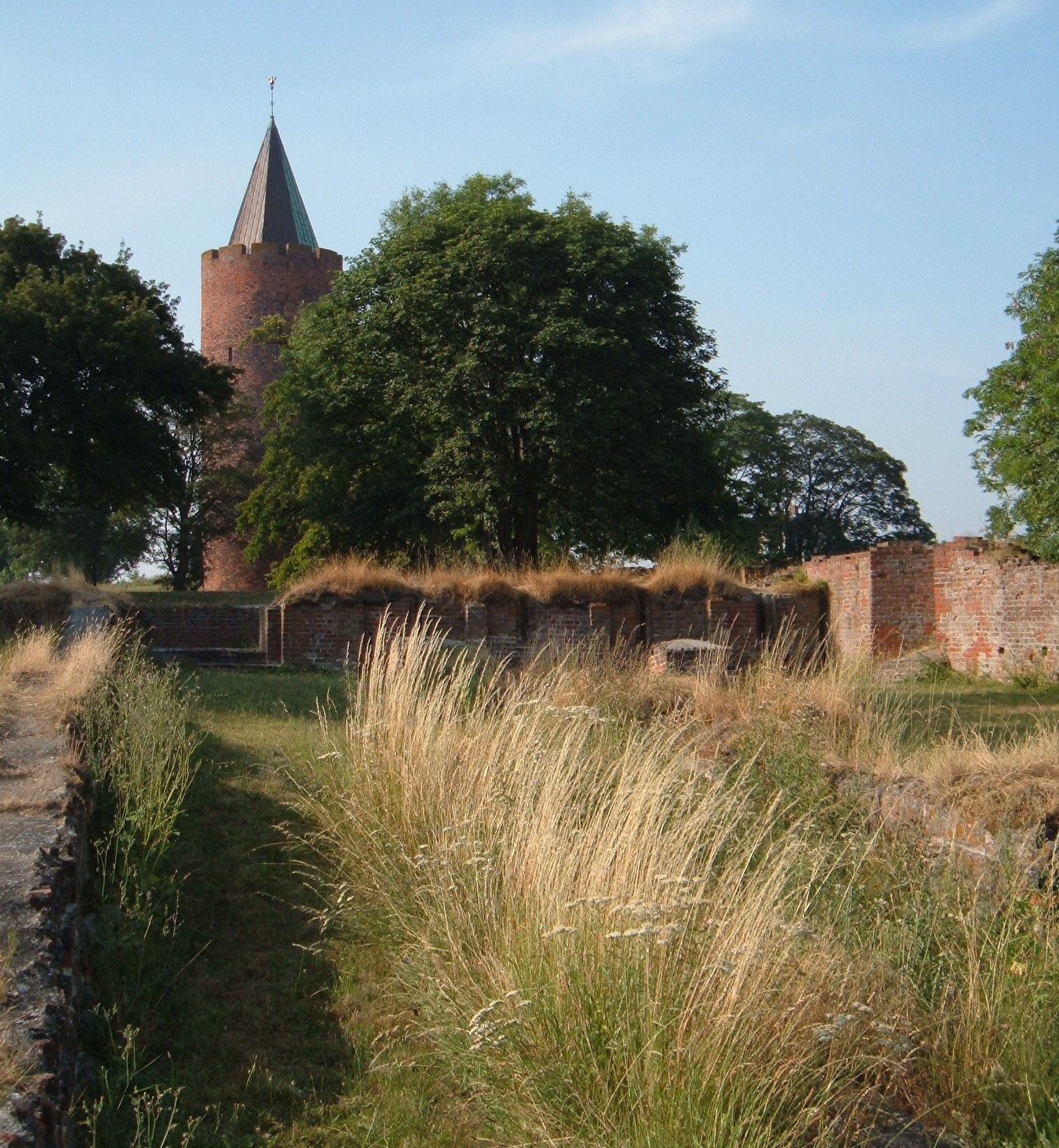
Ruines du Château de Vordinborg

Le Traité de Vordingborg a été signé au Château de Vordingborg le 22 novembre 1365 par le roi du royaume du Danemark Valdemar IV de Danemark et les villes de la Hanse dans le but de mettre fin à la première guerre entre le royaume du Danemark et la ligue hanséatique et surtout d´empêcher une défaite totale des villes hanséatiques. La Hanse a perdu dans le détroit d´Øresund une grosse partie de sa flotte au cours de la bataille d'Helsingborg (en), ce qui amène le bourgmestre de Lübeck Johann Wittenborg (en) d´entamer le processus de paix. Les conséquences négatives pour la ligue hanséatique et le renforcement de la position du Danemark à la suite de ce traité seront les principales raisons pour le déclenchement d´une deuxième guerre en 1367 entre le royaume du Danemark et la confédération de Cologne.